# Вейцман, Лев Натанович
Лев Ната́нович Ве́йцман (9 января 1920, Одесса — 26 июля 2008, Йошкар-Ола) — советский и российский учёный-птицевод, селекционер, доктор биологических наук, профессор. Основоположник цесарководства в СССР и России. Заведующий кафедрой зоологии Марийского государственного университета (1975—1996). Заслуженный деятель науки Марийской ССР (1991). Член Всемирной научной ассоциации птицеводов (1966). Участник Великой Отечественной войны.

## Биография
Родился 9 января 1920 года в Одессе в семье профессора-экономиста.
В 1939—1941 годах учился на биологическом факультете МГУ имени М. В. Ломоносова.
Участник Великой Отечественной войны: в июне 1941 года добровольно отправился на фронт в составе 8-й Краснопресненской дивизии народного ополчения города Москвы. В первом бою во время авианалёта был ранен, лечился в г. Вязьма, в 1942 году комиссован. Награждён орденом Отечественной войны II степени и медалями.
После демобилизации в 1942—1944 годах работал в Средней Азии (Таджикская ССР, Южный Казахстан) преподавателем в школе, затем заместителем директора сельхозопытной станции.
В 1946 году окончил зоотехнический факультет Московской сельскохозяйственной академии имени К. А. Тимирязева.
По окончании академии некоторое время работал лаборантом во ВНИТИПе, а позднее — в птицесовхозе «Мартыново».
В 1948—1960 годах — младший научный сотрудник Института генетики АН СССР.
В 1960—1975 годах — старший научный сотрудник НИИ сельского хозяйства в Омске и НИИ и Проектно-технологического института животноводства в Новосибирске.
В 1975—1996 годах — заведующий кафедрой зоологии Марийского государственного университета. Почётный профессор МарГУ.
В 1996—2008 годах — заведующий лабораторией ЗАО «Акашевская».
В последние годы жизни работал заведующим, старшим научным сотрудником лаборатории по селекции цесарок Марийского НИИ сельского хозяйства.
Скончался 26 июля 2008 года в г. Йошкар-Оле.

## Научная деятельность
Признан в научном мире как создатель научной школы по изучению биологии и селекции цесарок, основоположник цесарководства в СССР и России. Селекционер новой породы цесарок — Волжская белая (1988).
Является автором более 180 научных работ: 3 монографий, статей в научных изданиях и статьи по цесаркам в БСЭ (1970). Более 10 его работ опубликованы в зарубежных журналах по птицеводству.
В 1950 году журнал «Социалистическое животноводство» (№ 11) опубликовал его первую научную статью «Определение пола у цесарок». В 1957 году защитил кандидатскую диссертацию на тему «Морфо-биологические и хозяйственные особенности цесарок» в Институте морфологии животных имени А. Н. Северцева АН СССР.
В 1969 году защитил докторскую диссертацию на тему «Цесарки в СССР. Биологические основы цесарководства» в Институте цитологии и генетики Сибирского отделения АН СССР. Доктор биологических наук (1969).
Во время работы в Сибири при его участии впервые были получены белые цесарки — рецессивные мутанты, на основе которых позднее была выведена первая в СССР породная группа цесарок — Сибирские белые.
В Йошкар-Оле организовал опорный пункт ВНИТИП при МарГУ по селекции цесарок, затем ставший лабораторией по селекции цесарок МарНИИСХ «Россельхозакадемии». Являлся руководителем около 10 диссертационных работ аспирантов и соискателей.
В 1966 году стал членом Всемирной научной ассоциации птицеводов. Являлся почётным председателем общества «Знание» в Марий Эл.
В 1991 году ему присвоено почётное звание «Заслуженный деятель науки Марийской ССР». Награждён медалями, в том числе медалью ордена «За заслуги перед Отечеством» II степени и Почётной грамотой Президиума Верховного Совета Марийской АССР. Награждён 10 золотыми и серебряными медалями ВДНХ СССР и ВВЦ России за селекционные достижения в области цесарководства.

## Основные научные работы
Далее представлен список основных научных работ Л. Н. Вейцмана:
- Вейцман Л. Н. Морфо-биологические и хозяйственные особенности цесарок: Автореферат дис., представл. на соискание учён. степени кандидата биол. наук / Акад. наук СССР. Ин-т морфологии животных им. А. Н. Северцова. — Москва: [б. и.], 1957. — 19 с.; 20 см.
- Вейцман Л. Н. ЦЕСАРКИ В СССР БИОЛОГИЧЕСКИЕ ОСНОВЫ ЦЕСАРКОВОДСТВА: автореферат дис. … доктора биологических наук: 103; 097 / Вейцман Л. Н.; [Место защиты: Объединённый учёный совет по биологическим наукам сибирского отделения Академии Наук СССР]. — Новосибирск, 1968. — 46 с.
- Вейцман Л. Н. Разведение цесарок / Л. Н. Вейцман. — Москва: Россельхозиздат, 1983. — 29, [1] с.: ил.; 21 см. (Библиотечка «Домашнее животноводство»).
- Библиографический указатель отечественной и зарубежной литературы по цесаркам и цесарководству (1557—1994 гг.) / Марийский государственный университет; Птицефабрика «Акашевская»; редкол.: Л. Н. Вейцман [и др.]. — [Издание 2-е.; переработанное и дополненное]. — Йошкар-Ола: МарГУ, 1995. — 133 с.

## Звания и награды

### Трудовые
- Медаль ордена «За заслуги перед Отечеством» II степени (25 июня 1997)[1] — за заслуги перед государством и многолетний добросовестный труд[8][9]
- Юбилейная медаль «За доблестный труд. В ознаменование 100-летия со дня рождения Владимира Ильича Ленина» (1970)
- Золотая медаль ВДНХ (1979)[1]
- Серебряная медаль ВДНХ
- Заслуженный деятель науки Марийской АССР (1991)[1]
- Почётная грамота Президиума Верховного Совета Марийской АССР (1980)[1]
- Почётная грамота Правительства Республики Марий Эл

### Боевые
- Орден Отечественной войны II степени (06.04.1985)[2]
- Медаль «За победу над Германией в Великой Отечественной войне 1941—1945 гг.»[2]
- Медаль Жукова[2]

## Память
- В Государственном архиве Республики Марий Эл хранится личный фонд Л. Н. Вейцмана.
- В фонде Музея истории города Йошкар-Олы хранятся личные вещи, фотографии и документы Л. Н. Вейцмана[10].